# Vexillifera armata
Vexillifera armata – gatunek ameby należący do rodziny Vexilliferidae z supergrupy Amoebozoa w klasyfikacji Cavaliera-Smitha.
Trofozoit osiąga wielkość 10–23 μm. Jądro wielkości 2,8–4,2 μm.
Występuje w Atlantyku.